# Trattore a marcia elettrica

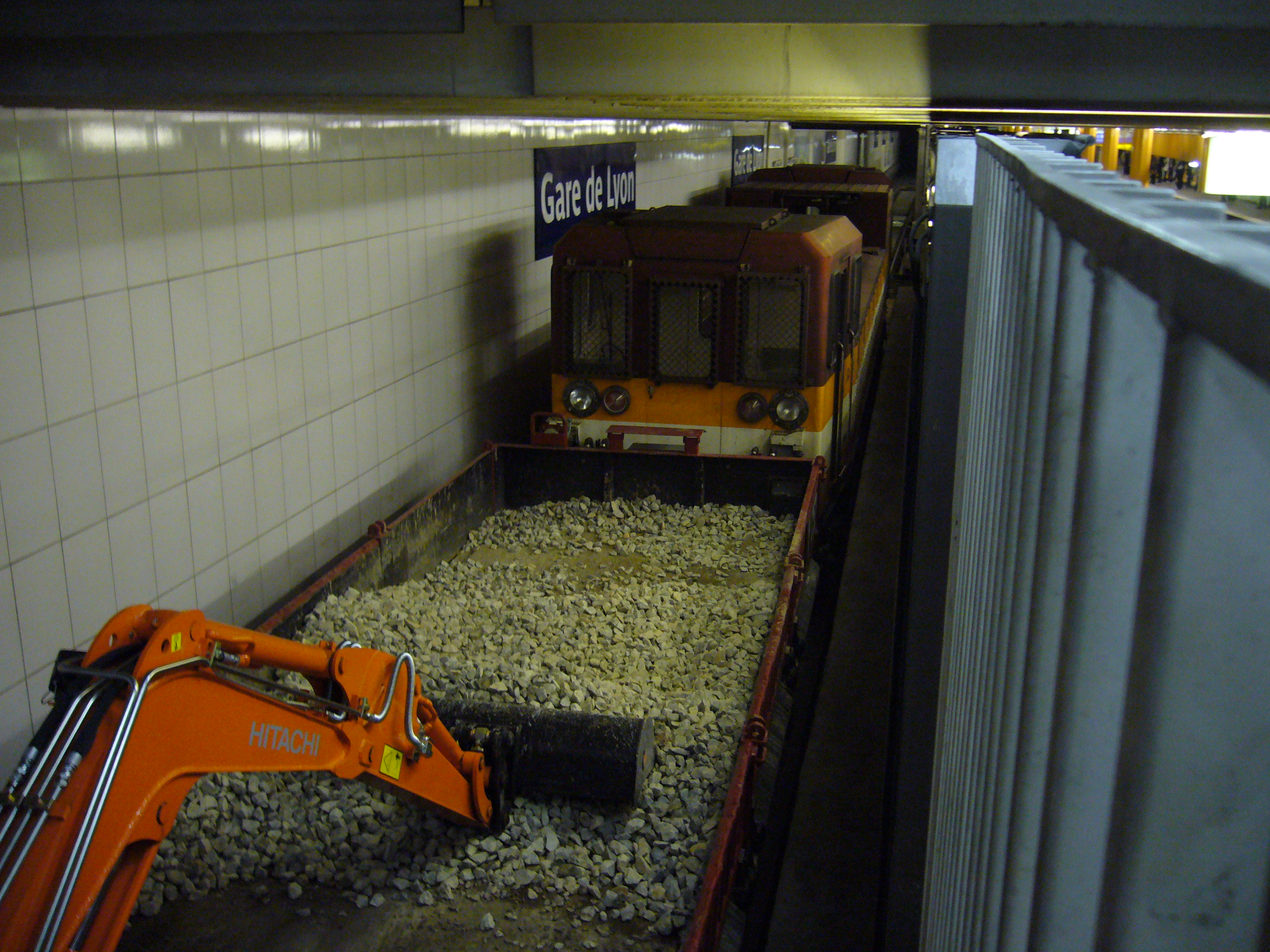
Un TME con un carico di pietrisco a Gare de Lyon.

Il Trattore a marcia elettrica (TME, in francese Tracteur à marche électrique) è un'elettromotrice ferroviaria utilizzata per la manutenzione sulla metropolitana di Parigi, in servizio dal 2005.

## Storia
Commissionati per sostituire gli storici trattori Sprague, questi treni di servizio sono basati al deposito RATP di La Villette. Presentano rodiggio BB, con due motori asincroni trifase da 220 kW l'uno, ad alimentazione 400 volt di tipo IGBT. Sono accoppiabili con i trattori TMA. I TME vengono assemblat presso la CFD di Bagnères-de-Bigorre con componenti Vossloh-Kiepe. La commessa fu emessa dalla RATP nel 2002 per complessivi 22 milioni di euro.

## Scheda tecnica

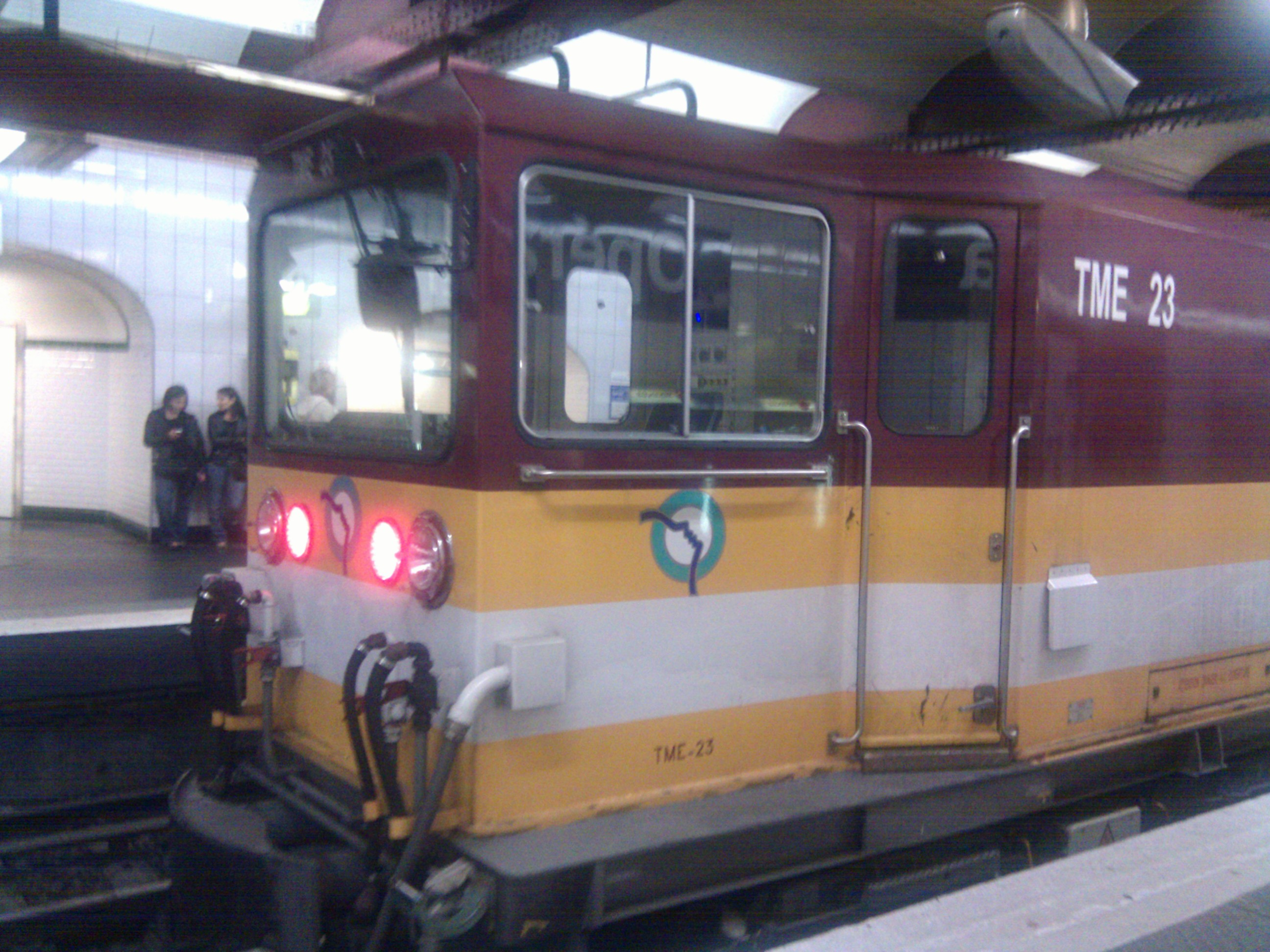
Un TME in azione alla fermata Opéra sulla linea 3.

- Alimentazione: 750 volt tramite terza rotaia
- Scartamento: 1435 mm
- Diametro delle ruote: 950 mm
- Velocità massima: 45 km/h
- Peso in servizio: 55 tonnellate
- Trazione: 2 motori forzato-ventilato trifase asincroni da 220 kW